# Sung Kche
Sung Kche (čínsky pchin-jinem Sòng Kè, znaky 宋克, 1327–1387), byl čínský kaligraf konce jüanského a počátku mingského období významný svým originálním konceptním písmem.

## Jména
Sung Kche používal zdvořilostní jméno Süan-caj (čínsky pchin-jinem Zhòngwēn, znaky zjednodušené 仲温, tradiční 仲溫) a pseudonym Nan-kung-šeng (čínsky pchin-jinem Nángōngshēng, znaky zjednodušené 南宫生, tradiční 南宮生).

## Život a dílo
Sung Kche pocházel z Nan-kungu v Čchang-čou (長洲, dnes Su-čou v provincii Ťiang-su). V mládí toužil po vojenské kariéře, učil se šermu, jízdě na koni, vojenské strategii a taktice. Po vypuknutí povstání rudých turbanů se přidal k armádě Čang Š’-čchenga, který v sučouském regionu založil vlastní království Wu. V armádě však nedosáhl úspěchu a vrátil se domů.
Doma cvičil kaligrafii, získal proslulost a po založení říše Ming (vyhlášena roku 1368) byl povolán k císařskému dvoru v Nankingu do funkce kaligrafa (š’-šu) píšícího vládní dokumenty. Později byl přeložen na místo náměstka prefekta Feng-siangu.
Jako kaligraf mistrovsky ovládl kurzivní a konceptní písmo, zejména vynikal v tzv. hanském konceptním písmu (čang-cchao). Přitom vycházel ze stylu mistrů konceptního písma Čung Joua a Wang Si-č’a, bezprostředněji navazoval na jüanské kaligrafy Čao Meng-fu a Teng Wen-jüana. Jeho originální styl je charakteristický klasickou elegancí a vitální silou.
Se svými současníky Sung Suejem a Sung Kuangem je spojován ve „tři Sungy“.